# Ruttya
- Commons
- Wikispecies

Ruttya Harv., 1842, segundo o Sistema APG II, é um gênero botânico da família Acanthaceae.

## Sinonímia
- Haplanthera Hochst.

## Espécies
As principais espécies são:
- Ruttya bernieri
- Ruttya fragrans
- Ruttya fruticosa
- Ruttya ovata
- Ruttya speciosa
- Ruttya tricolor